# Bradypodion dracomontanum
Bradypodion dracomontanum е вид влечуго от семейство Хамелеонови (Chamaeleonidae). Видът не е застрашен от изчезване.

## Разпространение
Разпространен е в Южна Африка (Квазулу-Натал и Фрайстат).